# اجاره‌نشین‌ها (فیلم ۲۰۰۵)
اجاره‌نشین‌ها (به انگلیسی: The Tenants) فیلمی محصول سال ۲۰۰۵ و به کارگردانی دنی گرین است. در این فیلم بازیگرانی همچون دیلان مک‌درموت، رز بیرن، اسنوپ داگ، سیمور کاسل، آلدیس هاج و لیندا لاسن ایفای نقش کرده‌اند.